# Celeris
Celeris ("velocidade", "rapidez") é, na Mitologia greco-romana, um potro associado a Pégaso.
Filho ou, possivelmente irmão do cavalo alado Pégaso, Celeris foi dado a Castor por Mercúrio. A Mitologia Grega associa Celeris à constelação Equuleus.